# Chronologie de la Géorgie du Caucase
Cette chronologie historique retrace l'histoire de la Géorgie du Caucase.

## Préhistoire
- Vers 33 000 avant notre ère : début du paléolithique supérieur en Transcaucasie.
- Vers 12 000 avant notre ère : fin de paléolithique supérieur et début du mésolithique, ou Âge de Pierre moyen.
- Vers 8 000 avant notre ère : fin du mésolithique en Transcaucasie ; début du néolithique en Transcaucasie.
- VIe millénaire avant notre ère : premières utilisations du métal, en particulier du cuivre, en Transcaucasie ; contacts entre les tribus géorgiennes et les Indo-Européens.
- IVe-IIIe millénaires avant notre ère : utilisations du bronze dans la métallurgie en Géorgie.
- Deuxième moitié du IIe millénaire avant notre ère : apparition des premiers Tumulus, ou sépultures préhistoriques géorgiennes ; le svane se sépare de la langue géorgienne, dite langues kartvéliennes ; les svanes envahissent la Géorgie occidentale.
- IIe millénaire av. J.-C. : apogée de la civilisation des Tumulus ; progrès dans la production et la culture dans les régions de Trialeti, Djavakhétie et Kakhétie ; début de l'âge du bronze finale en Transcaucasie ; peuplement en masse de la Transcaucasie ; progrès rapide de l'agriculture ; le karthien se sépare du mégrélo-tchan ; les royaumes Hittites et du Mittani sont créés.
- XIVe siècle av. J.-C. : premiers objets en fer datés de Transcaucasie ; apogée du royaume hittite, établi en Transcaucasie.
- XIIIe siècle av. J.-C. : destruction du royaume hittite par les Peuples de la mer ; l'Assyrie s'attaque à la Transcaucasie et vainc plusieurs tribus géorgiennes, dont celle des Mushkis ; premières mentions des tribus colchidéennes.
- XIIe-XIe siècle av. J.-C. : les armes sont fabriquées en fer ; apparition active des tribus géorgiennes sur l'arène de l'Asie antérieure ; les Assyriens continuent à attaquer les territoires de Transcaucasie, mais les tribus géorgiennes forment une coalition appelée Daïaène, ou Diaochi en urartéen ; alliance entre les tribus colchidéennes et le Diaochi.

## Antiquité

### Avant J.-C.
- -1112 : le roi d'Assyrie Teglath-Phalasar Ier attaque le royaume de Diaochi.
- XIe siècle av. J.-C. : selon la légende, Mskhétos, fils de Karthlos et descendant mythique de Japhet, fonde la ville de Mtskhéta et en devient le premier Mamasakhlissi (seigneur) ; développement de la région de Colchide.
- XIe siècle av. J.-C. : fondation du royaume d'Urartu ; le roi Menua s'attaque à plusieurs reprises au royaume du Diaochi ; fondation du Royaume de Colchide.
- VIIIe siècle av. J.-C. : le roi d'Urartu Argishti Ier s'attaque au roi du Diaochi Outoufourse ; destruction du royaume de Diaochi ; la Colchide met sous sa domination la Géorgie occidentale ; apogée du royaume de Colchide ; les Scythes envahissent le Caucase du Sud.
- -750 - -748 : première occupation urartéenne de la Colchide.
- -747 - -741 : seconde occupation urartéenne de la Colchide.
- -590 : les Mèdes alliés aux Géorgiens et aux Scythes achèvent le royaume d'Urartu.
- VIe siècle av. J.-C. : les Cimmériens dévastent la Transcaucasie, sans pourtant l'annexer à leur royaume ; mention de la confédération des Saspers ; fondation par les Grecs sur les rives de la mer Noire des villes de Phasis (Poti), Guienos (Otchamtchiré) et Dioskouria (Soukhoumi) ; premières monnaies frappées par les rois de Colchide ; la Colchide fonde de nouvelles colonies en Occident.
- IVe siècle av. J.-C. : les tombeaux d'un soldat géorgien, Dédatos, et d'une riche Colche, sont datés de cette époque ; décadence du royaume de Colchide ; selon la Karthlis Tskhovréba, invasion de la Karthlie par Alexandre le Grand ; règnes des mamasakhlissi de Mtskhéta Samara la Victime, Zevakh le Beau et Azon le Terrible.
- -324 : naissance probable de Pharnabaze Ier
- -323 : à la mort d'Alexandre le Grand, ses généraux se disputent sa succession et la Karthlie devient vassale de l'Empire séleucide, ou Royaume de Syrie, gouverné par Séleucos Ier.
- -309 : date probable de la naissance de Pharnabaze Ier
- -299 : selon la Karthlis Tskhovréba, révolte de Pharnabaze Ier qui se fait élire Roi de Karthlie.
- -284 : nouveau cycle selon la mythologie géorgienne ; date probable d'accession au trône de Karthlie par Pharnabaze Ier selon l'historien géorgien Nodar Assatiani (1931-) ; réforme de l'alphabet géorgien
- IIIe siècle av. J.-C. : construction de la forteresse d'Armaz ; règne des rois Pharnabaze Ier et Sauromace Ier.
- IIe siècle av. J.-C. : le prince perse Mirvan Ier succède à son beau-père Sauromace Ier et fonde ainsi une dynastie perse en Karthlie ;  règne de Mirvan Ier et de son fils, Parnadjom Ier.
- 190 av. J.-C. : les Romains vainquirent les syriens-séleucides et se nommèrent suzerain de Karthlie.
- Ier siècle av. J.-C. : les Artaxiades d'Arménie détrônent les Nimrorides perses et deviennent rois de Karthlie.
- 78 av. J.-C. : le roi Artaxiade d'Ibérie Artaxias Ier meurt et son fils, Artocès d'Ibérie, ou Artag, devient roi.
- 66 av. J.-C. : Pompée le Grand devient le Maître de l'Orient ; le roi du Pont Mithridate VI Eupator est vaincu par Pompée et se réfugie à Soukhoumi.
- 65 av. J.-C. : bataille de la forteresse d'Armaz : les Romains infligent une terrible défaite aux Géorgiens qui se reconnaissent allié de Rome, comme le roi Tigrane II d'Arménie ; le gouverneur de Colchide Oltac se révolte contre Pompée qui le remplace par un petit noble local Aristache.
- 63 av. J.-C. : mort de Artocès Ier ; Pharnabaze II, son fils, devient roi.
- 49 av. J.-C. : guerre civile entre Pompée et Jules César à Rome ; Pharnace, gouverneur du Bosphore, envahit la Géorgie occidentale pour le compte de Rome.
- 47 av. J.-C. : le roi du Bosphore Cimmérien Mithridate II de Pergame ravage la Colchide.
- 36 av. J.-C. : la Karthlie déclare son indépendance vis-à-vis de Rome ; Marc Antoine envoie à Pharnabaze II, Publius Candius Crassus qui lui inflige une sérieuse défaite.
- 30 av. J.-C. : décès de Pharnabaze II ; Mirvan II, descendant de la dynastie nimroride, en profite pour récupérer le trône de son père, Parnadjom Ier.
- 20 av. J.-C. : décès du nimroride Mirvan II, auquel succède son fils Artaxias II.

### Iersiècle
- 1 : décès d'Artaxias II ; sans descendance, un conflit éclate alors entre les différents princes du royaume qui finissent par reconnaître pour roi Pharsman Ier, descendant d'un des frères de Sauromace Ier.
- 30 : martyr de Jésus-Christ à Jérusalem ; le roi de Karthlie païen aurait reçu une révélation divine sur la future conversion de son royaume.
- 34 : Artaban III, roi des Parthes, fait de son fils Archac roi d'Arménie et Tibère envoie des ordres au roi associé de Karthlie Mithridate Ier afin de détrôner la puissance parthe du Caucase ; Mithridate obéit à l'Empereur et tua Archac, il plaça alors sur le trône d'Arménie son trône son second fils, Mithridate ; mais les Parthes ripostèrent et envoyèrent en Arménie le second fils du roi des Parthes, Orode, pour vaincre les karthliens, mais ceux-ci s'allient avec les Albanais (Azerbaïdjanais) et vainquirent une nouvelle fois les Parthes ; Mithridate, frère de Pharsman Ier, devient roi d'Arménie.
- 37 : Mithridate d'Arménie est emprisonné à Rome par l'empereur Caligula.
- 42 : il est libéré par Claude Ier.
- 51 : Mithridate est assassiné sous les ordres de Pharsman Ier d'Ibérie qui place sur le trône d'Arménie son fils aîné Rhadamiste, lui-même déjà marié à la fille de Mithridate, c'est-à-dire sa cousine, Zénobie.
- 52 : couronnement de Rhadamiste sur le trône d'Arménie, plusieurs grands nobles romains dont le procureur de Cappadoce Julius Pelignus assistent à son couronnement ; l'Arménie est vassal des Parthes mais ce sont les Géorgiens qui y règnent.
- 54 : les Parthes envahissent l'Arménie et Rhadamiste se réfugie chez son père, Pharsman Ier de Karthlie, qui le fait assassiner, sous prétexte de complot envers lui ; Tiridate Ier, de la dynastie parthe des Arsacides, devient roi d'Arménie.
- 58 : Pharsman Ier de Karthlie meurt et son fils, Mithridate Ier, lui succède sur le trône de Mtskheta.
- 59 : division des royaumes de Mtskhéta et d'Armaz entre Qartam Ier et Mithridate Ier, aussi connu sous le nom de Bartom II.
- 69 : pendant les conflits qui règnent à Rome entre les empereurs Vitellius et Vespasien, un affranchi du nom d'Anikète mène une grande révolte à Pont et en Colchide ; Anikète prend Trébizonde mais se fait vaincre par Virdius Geminus.
- 72 : Qartam Ier d'Armaz meurt et son fils, Kaos, lui succède.

### IIesiècle
- 106 : Amazap Ier succède à son père Mithridate Ier.
- 114 : Trajan envahit l'Arménie avec l'aide des Ibères.
- 116 : Amazap Ier meurt ; Pharsman II lui succède.
- 129 : Pharasman II d'Ibérie, roi de Mtskhéta, unifie les royaumes de Mtskhéta et d'Armaz.
- 134 : Pharsman II ouvre les portes du Caucase et fait ravager les territoires romains et parthes en Géorgie.
- 138 : Antonin le Pieux succède à Hadrien à Rome et fait appeler Pharsman II, dit Khvélie (Très Bon), à Rome.
- 139 : Phrasman II revient à Mtskhéta mais meurt et il lui succède son fils Rhadamiste Ier qui meurt à son tour ; Pharsman III devient roi de Karthlie.
- 185 : Pharsman III décède et son fils Amazap II lui succède.
- 189 : Amazap II meurt et le roi Vologès IV de Parthie envoie son fils, Rev, afin de devenir roi ; Rev Ier de Géorgie épouse la fille d'un logothète grec.
- 190 : la reine de Karthlie fait construire des temples grecs en l'honneur de la déesse Aphrodite, avec qui elle s'identifiait.

### IIIesiècle
- 216 : Vatche Ier, fils de Rev Ier, devient roi à la mort de son père.
- 224 : le roi arsacide de Parthie Artaban IV est battu par Ardéchir.
- 226 : Ardéchir devient Chah de Perse mais Vatche Ier s'autoproclame héritier du royaume de Parthie
- 234 : mort de Vatche Ier ; son fils Bakour Ier lui succède.
- 249 : Mithridate II, fils de Bakour Ier, devient roi de Karthlie en succédant à son père.
- 260 : Amazap III, frère de Mithridate II, se déclare roi de Karthlie et se fait reconnaître roi par plusieurs grands nobles géorgiens.
- 262 : Mithridate II abandonne le titre de Roi de Parthie et se déclare vassal Shapur Ier.
- 265 : Mithridate II et Amazap III s'affrontent et s'entretuent ; Aspagour Ier, fils de Mithridate II, devient roi de Karthlie.
- 284 : Aspagour Ier, simple pantin aux yeux des Parthes, meurt ; Mirian III lui succède et fonde ainsi la dynastie Chosroïde, ou Mihranide.

### IVesiècle
- 311 : Sainte Nino, noble cappadocienne, arrive en Géorgie et guérit la reine Nana de la peste ; Nana se convertit au christianisme mais son mari, Mirian III, reste païen.
- 325 : Concile de Nicée ; plusieurs évêques de Colchide y assistent.
- 326 : au cours d'une partie de chasse, le roi Mirian III se perd dans le noir et prie Jésus-Christ qui rétablit la lumière ; Mirian III se convertit au christianisme ; le christianisme devient la religion d'État de la Géorgie.
- 327 : le roi Mirian III et Sainte Nino envoient une lettre à l'empereur Constantin pour que celui-ci lui envoie des prêtres.
- 328 : des ambassadeurs francs du roi Genebald arrivent en Karthlie.
- 329 : les prêtres Jean et Jacob arrivent à Mtskhéta et baptisent la population ; Jean devient évêque de Mtskhéta et le premier primat de l'Église orthodoxe de Géorgie.
- 338 : expiration du délai du traité de Nisibe ; la Perse envahit l'Arménie.
- 345 : Rev II, fils de Mirian III, est associé au trône.
- 361 : Mirian III et Rev II décèdent ; Sauromace II, second fils de Mirian III, devient roi.
- 363 : Jean de Mtskhéta meurt et Jacob lui succède.
- 364 : Sapur II de Perse envahit l'Arménie et le roi Archac II se réfugie en Géorgie.
- 368 : les Perses envahissent la Géorgie ; Sauromace II est destitué et un de ses parents, Aspagour II, est placé sur le trône par les Perses.
- 369 : Varaz-Bakour Ier devient roi mais meurt après quelques mois de règne et son fils, Mithridate III devient roi.
- 370 : les Romains envahissent la Karthlie.
- 375 : l'évêque Jacob meurt. Job lui succède.
- 380 : les Wisigoths envahissent l'Empire romain qui quitte la Karthlie ; Varaz-Bakour II devient roi à la place de son défunt père Mithridate III.
- 387 : la Perse s'approprie les quatre cinquièmes de l'Arménie au profit de Rome et font plusieurs raids en Karthlie.
- 390 : l'évêque de Mtskhéta Job est remplacé à sa mort par Elie Ier
- 394 : Tiridate Ier devient roi de Karthlie.
- 395 : Théodose Ier divise son empire entre ses deux fils : Arcadius reçoit Byzance et Honorius Rome ; la Karthlie devient vassal de Byzance et n'a plus aucun rapport avec l'Occident.
- 400 : Siméon Ier devient Primat de l'Église géorgienne.

### Vesiècle
- 406 : Pharsman IV devient roi.
- 409 : Mithridate IV succède à son père.
- 410 : Moïse de Mtskhéta devient primat.
- 411 : Artchil Ier devient roi ; naissance de Pierre l'Ibère, fils de Artchil Ier
- 423 : Pierre l'Ibère est amené en otage auprès de l'empereur byzantin Théodose II.
- 425 : Jonas de Mtskhéta devient primat.
- 428 : la Perse abolit le royaume d'Arménie et menace la Karthlie.
- 429 : Jérémie devient évêque de Mtskhéta.
- 433 : Grigol Ier lui succède.
- 434 : Grigol Ier meurt et Vasili Ier lui succède.
- 435 : Artchil Ier de Karthlie meurt et son fils, Mithridate V, lui succède.
- 436 : Glonakor devient primat de Géorgie.

## Moyen Âge

### Vesiècle
- 447 : Mithridate V meurt et son fils, Vakhtang Ier, dit Gorgassali (Tête de loup), alors âgé de sept ans, lui succède ; Sagdoukht, sa mère, assure la régence et se déclare vassale de son père, Barzabod, Marzpan de Transcaucasie.
- 448 : Jovel devient évêque de Mtskheta.
- 450 : une grande révolte contre les Perses éclate en Transcaucasie ; création du duché des Abkhazes au profit du byzantin Anos.
- 451 : fin de la révolte.
- 452 : Michel devient le dernier évêque de Mtskhéta ; Pierre l'Ibère, de retour en Karthlie, devient évêque de Maïoumi.
- 456 : Gubazès Ier devient le premier roi de Lazique ; il est vassal de Byzance.
- 457 : l'empereur d'Orient Marcien envoie ses troupes contre la Lazique qui veut se déclarer indépendante, mais il meurt au cours de l'année et l'idée est abandonnée par son successeur Léon Ier.
- 458 : selon la légende, Vakhtang Ier de Karthlie fonde la ville de Tbilissi.
- 459 : l'Albanie se révolte contre la Perse sous le règne de Vatché Ier.
- 460 : Péroz, chah de Perse, s'allie avec Vakhtang Ier contre les Huns.
- 463 : fin de la révolte en Albanie ; la Perse y abolit le pouvoir royal ; Vakhtang en profite pour annexer l'Héréthie au profit de la Perse.
- 466 : Varsken, pitiakhch de Basse-Karthlie, va en Perse et adopte le Mazdakisme ; Chouchanik, son épouse et fille du général Vardan Mamikonian, refuse de se séparer du christianisme et est suppliciée par son mari, elle est considérée par l'Église orthodoxe géorgienne comme sainte ; le roi de Lazique Gubazès Ier meurt mais son fils, Damnazès lui succède.
- 467 : l'évêque de Mtskhéta Michel Ier se fâche contre le roi Vakhtang qui l'exile ; Vakhtang demande à Byzance de lui envoyer un prêtre qui peut devenir Catholicos d'Ibérie ; Pierre Ier arrive de Byzance, s'installe à Mtskhéta, et devient ainsi le premier catholicos de Karthlie
- 468 : les Perses alliés aux Géorgiens battent les Kidarites.
- 469 : Péroz de Perse est capturé par les Huns et Vakhtang Ier revient à Mtskheta.
- 470 : Ghozar succède à son père Anos sur le trône d'Abkhazie ; Jacob Tsourtavéli écrit le Martyre de Chouchanik.
- 474 : Pierre Ier meurt et Samuel Ier devient catholicos d'Ibérie.
- 476 : à la chute de l'Empire romain d'Occident, l'oncle de Romulus Augustule, Caius Tibérinus, s'autoproclame dans sa petite seigneurie d'Amlévie, petit village géorgien, Auguste Tibère II, Empereur des Romains.
- 482 : Vakhtang Ier fait exécuter Varsken, qui s'était révolté ; les Iraniens attaquent les Géorgiens.
- 483 : les Perses envoient contre les Géorgiens et les Arméniens leur plus grande armée ; Vahan Mamikonian et ses troupes arméniennes vient à bout des Perses lors de la bataille de Nersehepat ; lors de la bataille de Tcharmani, les Géorgiens et les Arméniens sont vaincus par les Perses.
- 484 : au printemps, le général sassanide Zarmihr Karen envahit la Karthlie ; le roi Vakhtang se réfugie en Egrissi auprès du roi Damnazès Ier.
- 470 : le roi Vakhtang Ier se réconcilie avec les Perses mais les Byzantins interviennent, ce qui empêche la réconciliation ; Vakhtang revient en Karthlie avec des troupes byzantines et colchidiennes et vainc les Perses ; à la suite de la victoire des Géorgiens, le roi Vakhtang reçoit le titre de Gorgassal.
- 500 : Pinikitios Ier devient duc des Abkhazes.

### VIesiècle

#### Années 500
- 502 : le catholicos Samuel Ier meurt et Gabriel Ier le remplace.
- 506 : Byzance offre une grande partie de ses terres à la Perse qui devient suzerain de Karthlie.

#### Années 510
- 510 : Tavchefag Ier devient Catholicos de Géorgie ; le pouvoir royal est renversé en Albanie du Caucase.
- 516 : Chirmagi-Chigirmane succède à Tavchefag Ier.

#### Années 520
- 522 : le roi de Karthlie Vakhtang Ier Gorgassal meurt et son fils aîné, Datchi lui succède ; mort de Damnazès Ier de Lazique et avènement de son fils, Tzath Ier.
- 523 : Saba Ier devient Catholicos d'Ibérie ; le chah de Perse Kavadh Ier essaye d'introduire en Karthlie la religion du Mazdakisme.
- 524 : Gourghen Ier succède à Datchi sur le trône de Karthlie ; il engage des pourparlers avec l'empereur byzantin Justin Ier qui ne lui envoie qu'un petit détachement contre la Perse.
- 525 : Gourghen Ier se réfugie en Lazique (aussi appelé l'Egrissi) ; la Perse prend les forteresses de Skandé et Chorapani.
- 527 : la Perse envahit la Karthlie ; Barouk Ier devient prince des Abkhazes.
- 528 : le chah de Perse interdit aux Géorgiens de reconnaître leur propre roi ; le chah nomme comme gouverneur de Karthlie le Marzpan de Transcaucasie.

#### Années 530
- 532 : le Catholicos de Karthlie Saba Ier meurt et Eulave Ier lui succède.
- 534 : Léon le Chosroïde, second fils de Vakhtang Ier de Karthlie, fonde la branche de Djavakhétie des Chosroïdes ; Gourghen Ier meurt en exil et son fils Bakour II lui succède, sans avoir de pouvoir.

#### Années 540
- v. 540 : martyre du chrétien Eustache Mtskhéli.
- 540 : le roi de Lazique Tzath Ier meurt et son fils, Gubazès II lui succède.
- 542 : le chah de Perse Chosroès Ier quitte la Karthlie et va en Lazique ; les Byzantins viennent au secours de la Lazique contre la Perse.
- 544 : Samuel II succède à Eulave Ier en tant que Catholicos de Karthlie.
- 545 : Byzance et la Perse signent un traité de paix pour cinq ans.
- 547 : Pharsman V succède à Bakour II en tant que roi de Karthlie.

#### Années 550
- 550 : Gubazès II, qui s'était allié avec la Perse, se range de son côté perse.
- 551 : les Byzantins récupèrent la forteresse de Petra, en Egrissi ; les Perses prennent la capitale lazique Tsikhé-Godji.
- 552 : les Byzantins et les Perses se réconcilient.
- 553 : Makaire Ier devient Catholicos d'Ibérie.
- 554 : le roi Gubazès II ayant insulté les généraux byzantins, se fait assassiner par ceux-ci ; Phartadzé réussit à convaincre les lazes à ne pas prendre le parti des Perses et se plaint à l'empereur byzantin Justinien Ier qui place sur le trône de Colchide Tzath II.

#### Années 560
- 560 : Gouram Ier, petit-fils du roi Vakhtang Ier, devient Prince de Djavakhétie et de Calarzène
- 561 : Pharsman V de Karthlie meurt et son fils, Pharsman VI, lui succède ; à la mort de Tzath II, l'Egrissi est intégré à l'Empire byzantin.
- 562 : Barouk Ier meurt et laisse l'Abkhazie dans une période d'interrègne ; Traité de Dara interdisant aux Perses de s'en prendre au Lazes.
- 569 : Siméon II devient Catholicos de Karthlie.

#### Années 570
- 570 : Pharsman VI, prétendant chosroïde au trône de Karthlie, meurt et est remplacé par son fils Bakour III
- 571 : les Arméniens se révoltent contre les Perses.
- 572 : le Prince de Djavakhéthie et Erismthavari de Karthlie Gouram Ier leur vient en aide.
- 573 : l'insurrection prend de l'ampleur et Gouram Ier fait appel à Justin II, empereur de Byzance.
- 574 : les Byzantins viennent en aide aux Géorgiens et Justin II offre à Gouram Ier le titre royal de Curopalate.
- 575 : Samuel III devient le catholicos de Géorgie.
- 576 : Byzance cède la Karthlie à la Perse

#### Années 580
- 580 : Bakour III meurt mais n'ayant pas de descendant, la couronne revient à son cousin éloigné Gouram Ier, qui était déjà Curopalate d'Ibérie ; Ardanassé Ier, petit-fils de Gouram Ier, reçoit de son frère la Kakhéthie.
- 581 : le chah de Perse cède quelques territoires géorgiens à Byzance.
- 582 : Samuel IV devient catholicos d'Ibérie.
- 586 : les Perses reconnaissent à Gouram Ier le titre de curopalate d'Ibérie.

#### Années 590
- 590 : Gouram Ier meurt et son fils, Étienne Ier lui succède.
- 591 : Barthélémy devient catholicos de Karthlie.
- 592 : Étienne Ier reçoit le titre de Patrikios de la part de Maurice de Byzance, tandis que son frère, Démètre, et son fils, Ardanassé Ier, deviennent Upatos
- 595 : Kirion Ier devient catholicos de Karthlie.
- 598 : le chah de Perse cède l'Arménie et l'Ibérie à Byzance.
- 600 : la principauté des Abkhazes est restaurée et un certain Justinien devient Prince.

### VIIesiècle
- 604 : à la suite d'une terrible défaite, Byzance est obligé de rendre la Transcaucasie à l'Iran.
- 605 : Étienne Ier abdique et son fils aîné, Ardanassé Ier lui succède ; Étienne Ier reste cependant Prince de Djavakhétie-Calarzène.
- 608 : séparation des Églises d'Arménie et de Karthlie.
- 610 : Kirion Ier meurt et Jean II de Mtskhéta devient catholicos d'Ibérie.
- 619 : Babila lui succède.
- 622 : l'Empereur byzantin Héraclius attaque les Perses.
- 623 : il fait irruption en Transcaucasie
- 627 : Étienne Ier meurt et laisse ses États à son fils puîné Gouram II d'Ibérie.
- 628 : la Transcaucasie retrouve le calme à la signature de l'alliance entre les Byzantins et les Perses.
- 629 : Tabor de Karthlie, troisième enfant d'Étienne Ier devient catholicos d'Ibérie en succédant à Babila
- 634 : mort de Tabor de Karthlie qui est remplacé sur le trône du catholicosat d'Ibérie par Samuel V.
- 637 : Ardanassé Ier d'Ibérie meurt et son fils, Étienne II, devient Prince-Primat de Karthlie.
- 640 : Justinien Ier des Abkhazes meurt mais est remplacé par son fils aîné, Démétrios Ier ; Samuel V de Mtskhéta meurt et Eunon devient catholicos ; les Arabes font leurs premières apparitions aux portes de Transcaucasie.
- 642-643 : les Arabes font plusieurs raids en Arménie mais sont vaincus par les Géorgiens.
- 649 : Tavchefag II devient catholicos de Géorgie.
- 650 : les Arabes reviennent en Arménie ; Étienne II meurt et Ardanassé II lui succède sur les trônes de Kakhéthie et d'Ibérie.
- 654 : ils battent le chef byzantin de l'armée ibérienne Maurinos.
- 660 : Théodose Ier succède à Démétrios Ier sur le trône d'Abkhazie.
- 664 : Eulave II devient catholicos.
- 668 : Jovel II lui succède.
- 670 : Samuel VI devient catholicos.
- 677 : Georges Ier lui succède.
- 678 : Kirion II devient catholicos
- 680 : Constantin Ier devient Prince des Abkhazes.
- 683 : Izid-Bozid Ier devient catholicos d'Ibérie.
- 684 : Gouram II, prince de Djavakhétie-Calarzène et grand-oncle d'Ardanasé II d'Ibérie, devient Patrikios d'Ibérie ; Étienne II devient Prince de Kakhéthie.
- 685 : Théodore Ier devient catholicos ; Justinien II de Byzance envoie son général Léonti aux Géorgiens pour vaincre les Arabes.
- 689 : Pierre II devient catholicos d'Ibérie.
- 693 : Gouram II meurt et Gouram III devient Patrikioz d'Ibérie.
- 697 : le Gouverneur de Géorgie occidentale Serge Barnoukisdzé invite les chefs arabes avec qui il s'allie contre les Byzantins.
- 700 : Théodore Ier devient Prince des Abkhazes ; le calife arabe Abd al-Malik nomme son frère Mohammad ibn Marvan, gouverneur de Mésopotamie, d'Arménie, d'Albanie et de Géorgie.

### VIIIesiècle
- 716 : Mohammad ibn Marvan prend la capitale de Lazique Tsikhé-Godji.
- 717 : il démolit la ville de Tskhoumi (Soukhoumi).
- 718 : les fils du prince Stepanoz d'Ibérie, Mihri et Artchil se réfugie en Abkhazie auprès du prince des Abkhazes Théodore Ier.
- 720 : Talale devient catholicos d'Ibérie.
- 723 : Yazid II nomme Al Djarah ibn Allah al Hakim gouverneur d'Arménie.
- 731 : Mamai devient catholicos d'Ibérie.
- 736 : Constantin II devient Prince des Abkhazes pendant quelques mois mais est détrôné par Léon Ier qui se nomme Duc impériale des Abkhazes ; Mirian Ier ; les Géorgiens sont vaincus par Al Djararh.
- 737 : les Khazars sont islamisés.
- 740 : Léon l'Isaurien vainc les Arabes.
- 741 : Artchil Ier, dit le Martyr, devient Prince de Kakhéthie.
- 744 : Jean III devient catholicos de Karthlie.
- 745 : Artchil Ier de Kakhéthie est mis à mort par les Arabes ; Jean devient Prince de Kakhéthie.
- 748 : le Patrikios de d'Ibérie Gouram III meurt et Ardanassé III Nersiani lui succède ; Gouram IV devient Prince de Djavakhétie-Calarzène.
- 760 : Narsès Ier Nersiani succède à son père en devenant Patrikios d'Ibérie ; Grigol II devient catholicos d'Ibérie ; Étienne II devient Prince de Djavakhétie.
- 766 : Léon II devient duc impérial des Abkhazes.
- 767 : Sarmeane devient catholicos d'Ibérie.
- 774 : Michel II devient catholicos d'Ibérie.
- 780 : Étienne II de Djavakhétie-Calarzène devient Étienne III d'Ibérie en succédant à Narsès Ier ; Samuel VII devient catholicos d'Ibérie ; Ardanassé Ier Bagration, petit prince arménien qui se disait descendre du roi David, reçoit de la part de l'empereur byzantin la Tao-Klardjéthie.
- 786 : à la mort du Patrikios Étienne III, l'Ibérie plonge dans un interrègne d'une trentaine d'années ; Ardanassé Ier Bagration laisse à son fils Achot Ier la Tao-Klardjéthie et devient Prince de Djavakhéthie-Calarzène.
- 787 : Grigol Ier devient Khorépiscope, ou Prince-évêque de Kakhéthie.
- 790 : Cyrille devient catholicos d'Ibérie ; Léon II, duc impérial des Abkhazes, prend le titre de Roi d'Abkhazie ; Djouancher devient gouverneur de Kakhéthie.

### IXesiècle
- 802 : Grigol III devient catholicos d'Ibérie.
- 807 : mort d'Ardanassé Ier Bagration ; son fils, Achot Ier devient Prince de Djavakhétie ; à la mort de Djouancher Ier, Grigol Ier devient l'unique souverain de Kakhéthie.
- 810 : à la mort de Léon II, Théodose II devient Roi d'Abkhazie.
- 813 : Achot Ier Bagration met fin à l'interrègne en devenant Patrikios d'Ibérie.
- 814 : Samuel VIII devient catholicos d'Ibérie.
- 826 : Georges II lui succède.
- 827 : Grigol Ier de Kakhétie meurt et Vatché Ier Kaboulidzé lui succède.
- 830 : Achot Ier Bagration meurt ; Bagrat Ier, son fils aîné, devient Patrikios d'Ibérie ; Gouram V, son troisième fils, devient Prince de Djavakhétie-Calarzène ; à sa mort, Achot Ier divise la Tao-Klardjétie en quatre pour ses trois enfants : Bagrat Ier reçoit la Tao inférieure, Ardanassé II reçoit la Tao supérieure et Gouram V reçoit l'Artanoudji-Calarzène et la Samtskhé-Djavakhétie.
- 836 : Démétrios II devient Roi d'Abkhazie.
- 838 : Gabriel II devient catholicos d'Ibérie.
- 839 : Samuel Ier Donaouri devient Khorépiscope de Kakhéthie.
- 850 : Ilarion Ier devient catholicos d'Ibérie.
- 860 : Arsen Ier lui succède.
- 861 : Gabriel Ier Donaouri devient Prince-évêque de Kakhéthie.
- 867 : Gourgen Ier devient duc de Tao supérieur.
- 871 : Georges Ier Aghtsépéli devient Roi d'Abkhazie.
- 876 : David Ier Bagration devient duc de Tao inférieur et Patrikios d'Ibérie en succédant à son père Bagrat Ier.
- 877 : Jean Ier Schavliani succède à Georges Ier sur le trône d'Abkhazie.
- 879 : Ardanassé Ier Schavliani lui succède.
- 881 : Narsès Ier devient le dernier souverain de Djavakhétie ; Gourgen Ier succède à David Ier sur le trône d'Ibérie ; Padla Ier Arévmanéli devient Prince-évêque de Kakhéthie ; Ardanssé Ier devient duc de Tao inférieur.
- 881 : Ardanassé Ier devient Curopalate d'Ibérie, parallèlement avec Gourgen Ier.
- 891 : Gourgen Ier, Couropalate d'Ibérie, meurt et Ardanassé Ier Bagration devient l'unique Couropalate d'Ibérie.

### Xesiècle
- 916 : Les Abkhazes envahissent la Province d'Ibérie ; Ardanassé Ier prend le titre de Roi d'Ibérie.
- 923 : David Ier devient le second prétendant Bagration au trône d'Ibérie en succédant à Ardanassé Ier ; Ashot II, duc de Tao et Djavakhétie, devient Couropalate d'Ibérie.
- 937 : Soumbat Ier succède à David Ier en Ibérie.
- 954 : Soumbat Ier est nommé Couropalate par l'empereur byzantin.
- 958 : Bagrat Ier devient Roi titulaire d'Ibérie en succédant à son père Soumbat Ier ; Ardanassé V de Tao supérieure devient Couropalate d'Ibérie.
- 960 : naissance de Bagrat III de Géorgie.
- 975 : fin de la domination abkhaze en Ibérie ; Bagrat Bagration devient Bagrat Ier, Roi d'Ibérie ; Gourgen Ier d'Ibérie est co-roi avec lui.
- 978 : Bagrat III de Géorgie devient Roi d'Abkhazie en succédant à son oncle Théodose III l'Aveugle.
- 990 : David II le Grand devient Couropalate d'Ibérie.
- 994 : à la mort de Bagrat Ier, Gourgen Ier d'Ibérie devient l'unique Roi d'Ibérie.

### XIesiècle
- 1001 : Bagrat III devient Couropalate d'Ibérie.
- 1008 : en désignant le jeune Bagrat III Bagration comme successeur, ce dernier accomplit son Unification de la Géorgie.
- 1010 : le roi de Kakhétie Kviriké III est capturé par Bagrat III qui intègre son royaume à son domaine.
- 1014 : le 7 mai, le Roi de Géorgie Bagrat III meurt et son fils, le roi Georges Ier Bagration lui succède.
- 1027 : Georges Ier de Géorgie meurt et Bagrat IV lui succède.
- 1035 : Démétrius Ier succède à Bagrat IV mais les nobles ne le reconnaissent pas et devient ainsi Anti-roi de Géorgie.
- 1040 : Bagrat IV qui avait abdiqué en 1035 revient sur le trône de Géorgie.
- 1047 : Démétrius Ier revient à la charge en s’auto-proclamant Roi de Géorgie.
- 1057 : Démétrius Ier est exécuté à Kutaisi, la capitale de Géorgie.
- 1072 : Georges II succède à Bagrat IV.
- 1073 : naissance du futur roi de Géorgie David IV
- 1080 : Soumission du roi Georges II de Géorgie aux tribus turques.
- 1089 : les aznaouris (nobles) de Géorgie font abdiquer le roi Georges II et son fils David IV de Géorgie, alors âgé de seize ans devient roi.
- 1092 : le décès de Malik Shah Ier provoque la division de son empire et la Géorgie se retrouve en plein dans le conflit.
- 1097 : les Croisés arrivent en Orient et la Géorgie fait ses premières apparitions auprès de l'Occident ; Liparit Orbéliani, noble géorgien qui a essayé de placer sur le trône son fils est emprisonné et exécuté.

### XIIesiècle
- 1101 : mort de Rati Orbéliani, fils de Liparit ; David IV de Géorgie prend la forteresse de Zédazadéni au Roi Kviriké IV de Kakhétie.
- 1104 : David IV de Géorgie envahit et annexe le Royaume de Kakhétie.
- 1107 : Roussoudan, la princesse alane, et David IV de Géorgie divorcent.
- 1110 : le Roi David IV de Géorgie soumet les tribus turques.
- 1112 : David IV marie sa fille Thamar au Chirvanshah Ashistan, qui meurt en 1154.
- 1115 : David IV prend Roustavi aux Turcs.
- 1116 : David IV chasse les Turcs de Tao-Klardjéthie ; David IV marie sa troisième fille au César Alexis, fils de Nicéphore Bryenne et d'Anne Comnène.
- 1118 : L'armée turque est détruite à Lorri par David IV de Géorgie.
- 1121 : Le sultan Mahmoud II prêche la djihad contre le roi David IV ; en août, les armées turques débarquent en Géorgie ; le 14 août, David IV vainc les Turcs à la bataille de Manglissi, ou Didgori.
- 1122 : David IV prend la ville de Tiflis aux Arabes, siège d'un émirat depuis 642.
- 1124 : David IV s'empare des villes arméniennes de Sper et d'Ani ; il offre Ani aux Zakharides.
- 1126 : le 24 janvier, le roi de Géorgie David IV meurt et son fils Démétrius Ier lui succède